# Huawei P20
 (décembre 2019).
Le Huawei P20 et le Huawei P20 Pro sont des smartphones Android réalisés par Huawei. Ils ont été annoncés le 27 mars 2018 comme les successeurs de la série Huawei P10,. Ses caractéristiques incluent une double caméra Leica pour le P20 et une triple caméra pour le P20 Pro. La gamme P20 comprend un smartphone de milieu de gamme appelé Huawei P20 Lite, qui a des caractéristiques techniques inférieures à celles du P20.
La génération après est le Huawei P30.

## Caractéristiques techniques
Le Huawei P20 dispose d'un écran de 14,73 cm (5,8") avec une définition d'écran de 1080 × 2240 pixels et fonctionnant sous Android 9.1 (Pie). L'appareil est alimenté par un processeur Octa core (2,36 GHz, Quad core, Cortex A73 + 1,8 GHz, Quad core + Cortex A53) couplé à 4 Go de RAM. La batterie a une capacité de 3 400 mAh. La caméra arrière est équipée d'un capteur CMOS de 12 mégapixels supportant une définition de 4.000 × 3.000 pixels et la caméra avant d'un capteur CMOS de 24 mégapixels. D'autres capteurs sont inclus comme un capteur de lumière, un capteur de proximité, un accéléromètre, un compas, un gyroscope et un capteur d'empreinte digitales. Pour les performances graphiques, il inclut un GPU Mali-72 MP12. La capacité de stockage standard est de 128 Go. Le Huawei P20 a une épaisseur de 7,65 mm et pèse 165 grammes.
Le Huawei P20 Pro possédant trois caméras est appelé « le tueur d'iPhone à trois caméras » par The Guardian. Le prix du Huawei P20 Pro est inférieur (en 2018) à celui du Samsung Galaxy S9 Plus et l'iPhone X d'Apple. Le premier objectif a 40MP RGB est comparable au Nokia 808 PureView (en) et au Nokia Lumia 1020 (en), le deuxième objectif a 20MP monochrome et le troisième a 8MP RGB téléphoto 3x avec un stabilisateur d'image optique. La combinaison du premier et du second objectif produira une image avec une plus grande plage dynamique élevée. La combinaison du premier et du troisième objectif produira une image avec un zoom optique de 3x, puis un zoom numérique de 5x sans une perte de qualité ; il s'agit du zoom hybride Huawei.
Huawei a équipé son P20 Pro, d'une batterie importante de 4 000 mAh, lui permettant de rivaliser avec les performances de ses concurrents iPhone XS et Samsung Galaxy S9.
Il se charge via une prise USB-C.

## Réception
En avril 2018, Alphr (en) a appelé le P20 Pro « le téléphone le plus intéressant de 2018 ».